# Montagne Alavaise
Montagne Alavaise (Montaña Alavesa en espagnol ou Arabako Mendialdea en basque) est une comarque dans la province d'Alava, dans la Communauté autonome basque en Espagne. 
Le nom officiel de la comarque est Arabako Mendialdea / Montaña Alavesa et la capitale de la comarque est Campezo.

## Communes
| #     | Municipalités                          | Maire                                          | Parti politique | Population | % de la population | Territoire km² |
| ----- | -------------------------------------- | ---------------------------------------------- | --------------- | ---------- | ------------------ | -------------- |
| 1     | Arraia-Maeztu                          | Ángel Marcos Pérez de Arrilucea Pérez de Alday | PNV-EA          | 734        | 23,2               | 123,11         |
| 2     | Bernedo                                | José Ignacio Saénz del Castillo Antoñana       | PNV             | 566        | 17,9               | 130,44         |
| 3     | Campezo/Kanpezu                        | Aitor Aguinaga Legorburu                       | PNV             | 1.083      | 34,1               | 85,02          |
| 4     | Lagrán                                 | José Balerdi Mugica                            | PNV             | 192        | 6,1                | 45,62          |
| 5     | Peñacerrada-Urizaharra                 | Luisa María Alonso Pinedo                      | Indépendant     | 257        | 8,1                | 57,06          |
| 6     | Harana/Valle de Arana                  | Pedro San Vicente Corres                       | PNV             | 338        | 10,7               | 39,12          |
| 7 (*) | Parzonería de Encía                    |                                                |                 |            |                    | 49,37          |
| 8 (*) | Comunidad de Laño,Pipaón y Peñacerrada |                                                |                 |            |                    | 5,13           |
|       | Cuadrilla de Campezo-Montaña Alavesa   |                                                |                 | 3.170      | 100                | 534,87         |

(*) Ne sont pas des municipalités